# Dave Walker
David Walker (* 25. ledna 1945, Walsall, Staffordshire, Anglie) je zpěvák a kytarista, který hrál se skupinami jako Fleetwood Mac, Savoy Brown a na krátký čas také nahradil Ozzyho Osbournea v Black Sabbath.